# Père Tanguy
Père Tanguy (lett. padre Tanguy), pseudonimo di Julien François Tanguy (Plédran, 28 giugno 1825 – Parigi, 6 febbraio 1894), è stato un mercante d'arte e collezionista d'arte francese.

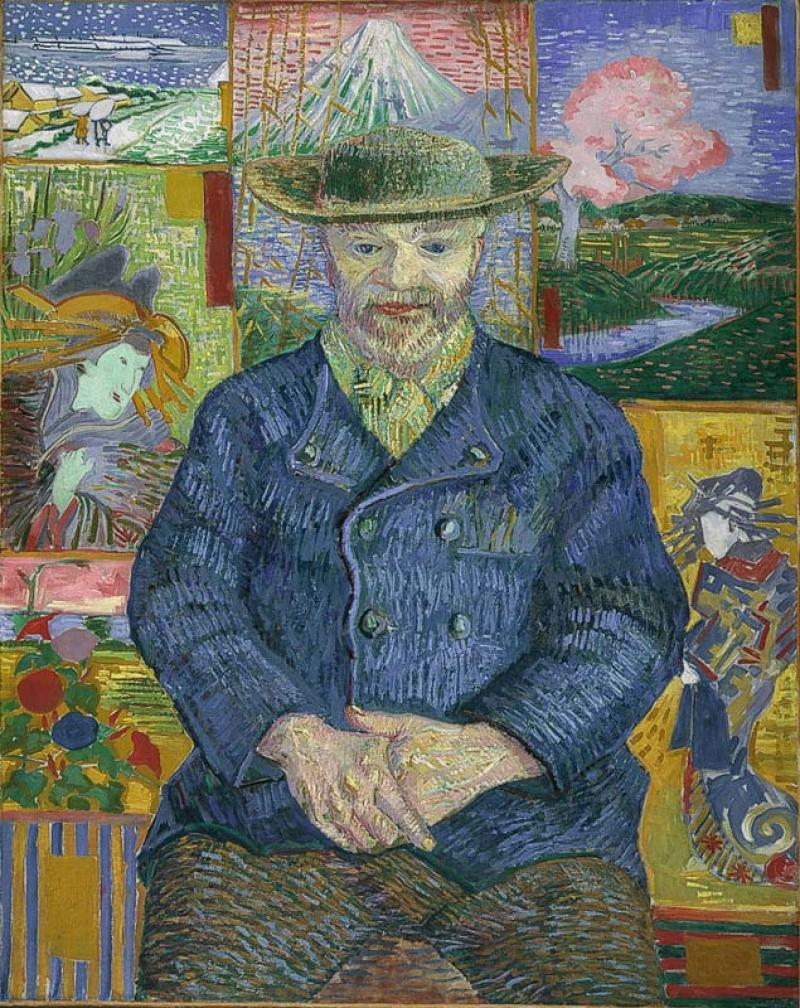
Vincent van Gogh, Ritratto di père Tanguy

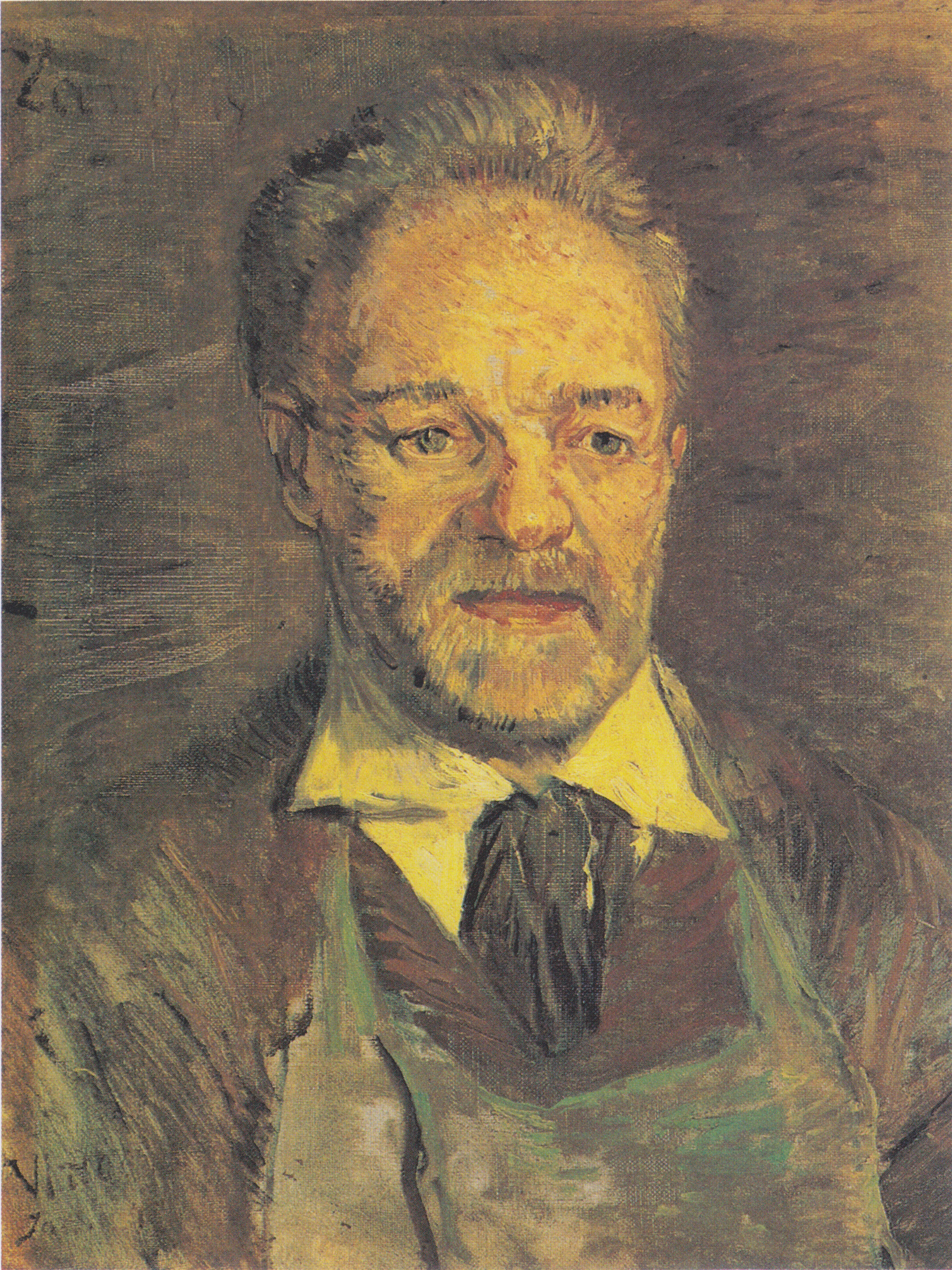
Père Tanguy dipinto da Van Gogh, con il suo grembiule da mercante di colori

Il suo negozio, al 14 di rue Clauzel a Parigi, fu un luogo fondamentale dello sviluppo dell'impressionismo. Tanguy fu uno dei primi a collezionare e vendere i quadri dei pittori impressionisti.

## Biografia
Julien Tanguy lavorò come stuccatore per poi diventare macinatore di colori, e nel 1868 diventò commerciante ambulante tra Barbizon e Argenteuil. Deportato dopo la Comune, si trasferì a Parigi al 14 di rue Clauzel dove aiutò vari artisti vendendo loro tele e colori o barattandoli in cambio di quadri. Spesso riceveva in deposito le tele per venderle, e fu uno dei primi a offrire le tele di van Gogh in vendita.
Figura paterna e benevola - tanto che gli artisti lo soprannominarono père (padre) - Tanguy era entusiasta di arte e artisti, al punto tale da condividere con essi persino il cibo nei momenti duri, e fece del suo negozio di colori uno dei principali e più importanti negozi di belle arti di Parigi. Émile Bernard, quando entrò nel suo negozio a Montmartre pieno di tele di impressionisti, ebbe l'impressione di visitare un museo. 
Tanguy ebbe tra i suoi clienti il dottor Paul Gachet, i pittori Pissarro, Monet, Renoir, Gauguin, Guillamin, de Toulouse-Lautrec e van Gogh di cui esponeva e vendeva le tele. I pittori e i critici interessati all'impressionismo ed alle opere di Cézanne visitavano sovente le sue collezioni nel retrobottega. Émile Bernard descrisse la bottega di Tanguy come il luogo di nascita del movimento simbolista e per estensione della scuola di Pont-Aven.
Alla sua morte nel febbraio 1894 il negozio chiuse e le sue collezioni furono vendute dai suoi amici per conto della vedova (che, a differenza del marito, era meno collaborativa ed entusiasta per l'arte moderna) all'Hôtel Drouot, il 2 giugno 1894. Octave Mirbeau gli rese omaggio nel quotidiano L'Écho de Paris il 13 febbraio 1894.